# John W. Weeks
John Wingate Weeks (Lancaster, 11 de abril de 1860-Ibidem, 12 de julio de 1926) fue un político estadounidense, miembro del Partido Republicano. Fue alcalde de Newton (Massachusetts) desde 1902 a 1903, miembro de la Cámara de Representantes de los Estados Unidos por Massachusetts de 1905 a 1913, Senador de 1913 a 1919 y Secretario de Guerra de 1921 a 1925.

## Biografía
Nació y creció en Nuevo Hampshire. Asistió a la Academia Naval de los Estados Unidos, donde se graduó en 1881, sirviendo dos años en la Armada de los Estados Unidos como guardiamarina.
Hizo fortuna en la banca durante la década de 1890, después de cofundar la empresa financiera Hornblower & Weeks en Boston en 1888. Con su bienestar financiero asegurado, inició su carrera política, primero a nivel local en su entonces hogar en Newton (Massachusetts), sirviendo como concejal en 1899-1902 y como alcalde entre 1903 y 1904. En 1905 fue elegido al Congreso de los Estados Unidos por el 12.° distrito congresional de Massachusetts.
Como miembro de la Cámara de Representantes de los Estados Unidos y del Senado de los Estados Unidos, realizó varias contribuciones a importantes leyes bancarias y de conservación. Su logro más notable como congresista fue la aprobación de la Ley Weeks en 1911, que permitió la creación de bosques nacionales en el este de los Estados Unidos.
A pesar de su derrota para la reelección al Senado en 1918, siguió siendo un participante activo e influyente en el Partido Republicano nacional. Fue uno de los primeros partidarios de la nominación de Warren G. Harding para presidente en 1920, y cuando Harding se convirtió en presidente integró su gabinete como Secretario de Guerra. Mantuvo el cargo durante la presidencia de Calvin Coolidge pero debió renunciar en octubre de 1925 por problemas de salud.
Falleció varios meses después, en su casa de verano en Prospect Mountain en Lancaster (Nuevo Hampshire). Sus cenizas fueron enterradas en el Cementerio Nacional de Arlington, cerca de lo que hoy se conoce como Weeks Drive.

## Homenajes
El destructor USS John W. Weeks (DD-701), el parque estatal Weeks y un monte en Nuevo Hampshire, una escuela en Newton Centre (Massachusetts), un puente entre Boston y Cambridge (Massachusetts), y un aeródromo en Fairbanks (Alaska), fueron nombrados en su honor.